# Ischaemum impressum
Ischaemum impressum är en gräsart som beskrevs av Eduard Hackel. Ischaemum impressum ingår i släktet Ischaemum och familjen gräs. Inga underarter finns listade i Catalogue of Life.